# قيسارية (سوق)
القيسارية سوق في المدن القديمة تباع فيها سلع مثل الأثواب والأعمال الفضية و النحاسية والزرابي. وتوجد بكثرة في مدن المغرب القديمة مثل فاس ومكناس ومراكش وكذلك في مدن مثل حلب بسوريا والقاهرة وسوهاج بمصر.